# Music That You Can Dance To
Music That You Can Dance To è il quattordicesimo album in studio del gruppo musicale statunitense Sparks, pubblicato nel 1986.

## Tracce
Side 1
1. Music That You Can Dance To – 4:21
2. Rosebud – 4:37
3. Fingertips – 4:20
4. Change – 5:17

Side 2
1. The Scene – 6:11
2. Shopping Mall of Love – 3:14
3. Modesty Plays (New version) – 3:59
4. Let's Get Funky – 6:05